# Пеня-де-Франса
Пеня-де-Франса (порт. Penha de França; МФА: [ˈpɐ.ɲɐ dɨ ˈfɾɐ̃.sɐ]) — парафія в Португалії, у муніципалітеті Лісабон. Розташована в західній частині країни, на теренах історичної португальської провінції Ештремадура. Входить до складу округу Лісабон. За адміністративним поділом, чинним до 1976 року, терени парафії були складовою провінції Ештремадура. Належить до Лісабонського патріархату Католицької церкви. Патрон — Діва Марія. Площа — 0,6831 км². Населення — 12780 ос. (2011). Сильно урбанізований регіон. Густота населення — 18 708,83 осіб/км²
. Код — 110625.

## Географія

Райони Лісабона
Зони Лісабона
Пеня-де-Франса

## Населення
| Кількість мешканців | Кількість мешканців | Кількість мешканців | Кількість мешканців | Кількість мешканців | Кількість мешканців | Кількість мешканців | Кількість мешканців | Кількість мешканців | Кількість мешканців | Кількість мешканців | Кількість мешканців | Кількість мешканців | Кількість мешканців | Кількість мешканців |
| ------------------- | ------------------- | ------------------- | ------------------- | ------------------- | ------------------- | ------------------- | ------------------- | ------------------- | ------------------- | ------------------- | ------------------- | ------------------- | ------------------- | ------------------- |
| 1864                | 1878                | 1890                | 1900                | 1911                | 1920                | 1930                | 1940                | 1950                | 1960                | 1970                | 1981                | 1991                | 2001                | 2011                |
|                     |                     |                     |                     |                     | 12 555              | 22 226              | 38 455              | 48 035              | 28 420              | 23 798              | 22 772              | 17 885              | 13 722              | 12 780              |